# Nou Mestalla
Nou Mestalla este un stadion de fotbal de 61.500 de locuri, din Valencia, Spania, aflat la moment în construcție, destinat pentru a înlocui actualul stadion al clubului Valencia CF, Estadio Mestalla.
Structura de bază a stadionului a fost construită între august 2007 și februarie 2009, dar lucrările au fost temporar stopate din cauza problemelor financiare. Pe 12 decembrie 2011, clubul a confirmat că a negociat o afacere cu Bankia ca această să finalizeze stadionul, iar clubul să-i transfere băncii în posesiune vechiul Mestalla. Conform proiectului se preconiza ca stadionul să aibă 75.100 de locuri și să fie gata în doi ani, dar tranzacția a picat.
Arhitecții stadionului sunt Reid Fenwick Asociados și ArupSport, și costul estimat al construcției e 250-300 millioane de euro.
Pe 13 noiembrie 2013 Valencia CF a anunțat un redesign actualizat de Fenwick Iribarren Architects. Noul design reducea capacitatea arenei până la 61.500 de locuri și capacitatea parcării auto subterane. Nu a fost pronunțată nicio dată pentru reînceperea construcției.